# Povestea Lolitei - Arsenalul seducției
Povestea Lolitei - Arsenalul seducției  este un film dramatic american din 1993, regizat de John Herzfeld⁠(d).

## Rezumat
Filmul se desfășoară în Long Island și începe cu Joey Buttafuoco cântând la tobe, conducând sub influența cocainei, fugind de polițiști și vizitând mormântul mamei sale. Acasă, soția lui, Mary Jo, îl așteaptă să se întoarcă, dezamăgită de recidiva lui în consumul de droguri. După ce aceasta îl amenință că îl va părăsi dacă nu se lasă de droguri, Joey decide să intre la dezintoxicare. Șase săptămâni mai târziu, el este un om reînnoit, promițându-i soției sale că este din nou persoana de care s-a îndrăgostit. Trei ani mai târziu, în vara anului 1991, lucrează la un atelier de reparații auto și o întâlnește pe Amy Fisher, în vârstă de 17 ani, care îl roagă pe Joey să-i repare mașina fără să le spună părinților. Joey acceptă, chiar dacă este o cunoștință apropiată a tatălui ei, Elliot. Amy își accidentează frecvent mașina, ceea ce o determină să facă mai multe vizite la Joey. Nu trece mult timp până când ea începe să se dea la el, făcând aluzii la trecutul ei promiscuu, în ciuda vârstei ei fragede. Chiar dacă el nu îi răspunde imediat, Joey nu o respinge și îi acordă constant o atenție deosebită.
Într-o zi, la carnaval cu prietena ei Lizzy, Amy îl observă pe Joey și îl surprinde cu un sărut. Joey este surprins și pleacă imediat. După ce pleacă, Amy îi spune lui Lizzy că se întâlnește cu el de ceva vreme. A doua zi, Joey află că Elliot a depus o plângere la poliție după ce Amy a afirmat că Joey i-a dat herpes. Joey pleacă spre reședința Fisher pentru a pune lucrurile la punct, iar Amy recunoaște în cele din urmă că a mințit în legătură cu situația. Joey este indignat, dar nu își informează soția, temându-se că acest lucru le va afecta căsnicia. Mai târziu, la o cafenea, Joey o asigură pe Amy că nu are niciun interes să își părăsească soția și copiii și o ignoră atunci când aceasta îi arată că poartă tricoul atelierului său de reparații auto. Acum, Amy este îndrăgostită nebunește de Joey și crede că singurul lucru care îi desparte este Mary Jo. Ea angajează un asasin plătit pentru a o ucide pe Mary Jo - plătindu-i 600 de dolari și permițându-i să se culce cu ea - deși tânărul se sperie în cele din urmă.
Șase luni mai târziu, apare din nou la reședința Buttafuoco și îi pretinde lui Mary Jo că Joey are o aventură cu „sora ei de 16 ani”, arătându-i tricoul atelierului de reparații auto al lui Joey pentru a-i „dovedi” afirmația. Când Mary Jo refuză să o creadă, Amy scoate pistolul și o împușcă pe Mary Jo în cap. La spital, Joey este informat că situația soției sale este critică și chiar dacă supraviețuiește, ar putea rămâne paralizată pentru tot restul vieții. Amy, între timp, îl caută pe prietenul ei, Paul, care are o relație cu o altă femeie, pentru a se consola. La spital, Mary Jo, grav rănită, îi informează pe Joey și pe detectivi că atacatorul ei avea tricoul atelierului său de reparații, ceea ce îl face pe Joey să realizeze că Amy a fost cea care a împușcat-o pe Mary Jo. În urma arestării sale, Amy susține că ea și Joey au conspirat să o ucidă pe Mary Jo, pentru ca ei să fie împreună. Joey neagă afirmațiile lui Amy și jură în fața polițiștilor că nu a fost niciodată implicat cu ea. În mass-media, Joey este menționat frecvent ca adulterin și conspirator, determinând-o chiar și pe Mary Jo să își pună soțul la îndoială.
Deși este sfătuit să nu vorbească cu presa, Joey decide să facă o declarație oficială după ce presa publică o casetă cu Amy și un alt bărbat mai în vârstă. Se susține că Joey a forțat-o să se prostitueze și că bărbatul mai în vârstă din înregistrare era unul dintre clienții ei. În închisoare, Amy continuă să își proclame dragostea pentru Joey prin scrisori către acesta. În timpul procesului, cauțiunea lui Amy este stabilită la 2 milioane de dolari, cea mai mare din istoria statului New York, iar Joey este pătat de reporteri. El încearcă să își susțină soția, dar Mary Jo este derutată de toate „dovezile” care apar în instanță, „dovedind” că Joey este vinovat. Deși îi reproșează că nu a putut să o protejeze, ea alege să nu îl părăsească.
Până în august 1992, cauțiunea lui Amy este plătită de o rețea de televiziune care lucrează la adaptarea poveștii ei. Viața lui Joey se destramă și mai mult atunci când este informat că întreaga familie Buttafuoco va pierde atelierul de reparații auto dacă se dovedește că a avut o aventură cu Amy (presiunea îl face pe tatăl său să aibă un atac de cord). Familia Buttafuoco vrea să îi permită lui Amy să aibă parte de o înțelegere, pentru a împiedica avocatul ei să distrugă compania familiei. Chiar dacă Mary Jo se opune situației, reamintind familiei sale că ea este victima în acest caz, Amy primește o înțelegere în instanță: Ea va primi între 5 și 15 ani pentru „atac nesăbuit”. Acuzațiile de „tentativă de omor”, printre altele, sunt retrase, astfel încât procurorul poate să îl urmărească pe Joey pentru viol. La scurt timp după aceea, este difuzată o casetă video în care Amy se laudă cu acordul de recunoaștere a vinovăției și îi cere lui Paul să se căsătorească cu ea. Înregistrarea le permite soților Buttafuoco să își reabiliteze numele, în timp ce Amy primește pedeapsa maximă de 15 ani de închisoare.

## Distribuție
- Jack Scalia - Joey Buttafuoco
- Alyssa Milano - Amy Fisher
- Phyllis Lyons - Mary Jo Buttafuoco
- Leo Rossi - Bobby Buttafuoco
- J.E. Freeman - Det. Marty Algar
- Peter Van Norden - avocatul lui Joey Buttafucco
- Lawrence Tierney - tatăl lui Joey Buttafucco
- Michael Bowen - Paul Makely
- Jack Kehler - Elliot Fisher
- Erick Avari - chirurgul